# شترمرغ‌سانان شاخدار
شترمرغ‌سانان شاخدار یا کاسوآری‌سانان (نام علمی: Casuariiformes) نام یک راسته از فراراسته دیرین‌آروارگان است.
این راسته دارای دو تیره است:
- شترمرغان شاخدار
- شترمرغان استرالیایی